# Leiodontium robustum
Leiodontium robustum är en bladmossart som beskrevs av Brotherus 1929. Leiodontium robustum ingår i släktet Leiodontium och familjen Hypnaceae. Inga underarter finns listade i Catalogue of Life.